# Jagdfaust
De Sondergerät SG 500 Jagdfaust of Jägerfaust was een type terugslagloos geschut. Het werd ontworpen tijdens de Tweede Wereldoorlog om te gebruiken in het Messerschmitt Me 163 raketvliegtuig, een toestel dat de Duitse Luftwaffe inzette tegen bommenwerpers. 
Het Jagdfaust-ontwerp was gebaseerd op de Schräge Musik, het handmatig geactiveerde opwaarts vurende lucht-luchtkanon dat uitgebreid werd ingezet met de Luftwaffe-nachtjagereskaders.
De Me 163 was zo snel dat piloten het moeilijk vonden om genoeg kanonschoten af te vuren om een bommenwerper in één keer te vernietigen. De Jagdfaust is ontwikkeld om dit probleem aan te pakken. Een granaat van 5 cm was gemonteerd in een lanceerbuis die op zijn plaats werd gehouden door een paar dunne breekbouten. In elke vleugel waren vier van dergelijke buizen verticaal gemonteerd (om naar boven te vuren). Om ervoor te zorgen dat het op het juiste moment zou worden afgevuurd, had het wapen een eenvoudige vorm van een geautomatiseerde trigger, waarin een optische fotocel het donkere silhouet detecteerde van een geallieerde bommenwerper die de helderblauwe lucht verving en het afvuren van de gewapende Jagdfaust-kanonnen veroorzaakte. Wanneer het wapen werd afgevuurd, zou de kracht van de lancering de pinnen breken die de buis op zijn plaats houden en zou de zware buis naar beneden worden uitgeworpen om het momentum van de explosieve kracht van de schaal te compenseren. Als gevolg hiervan werd de vlucht van het vliegtuig niet beïnvloed.
De Jagdfaust gebruikte een Minengranate-granaat van 5 cm, waarvan de dunne wanden fragmentatie inwisselden voor extra explosieven; op het moment van ontploffing in een vliegtuig met een huid van plaatstaal, zou de huid eraf worden geblazen met een verwoestend effect. Het hele wapen is ontworpen voor doelmatigheid. Omdat het bedoeld was voor gebruik op korte afstand, had de schaal een aerodynamisch inefficiënte vorm die gemakkelijk kon worden gesmeed of gestempeld. De toleranties waren ruim, aangezien de nauwkeurigheid op lange afstand geen probleem was. In plaats van een drijvende band, liep de schaal uit aan de basis en werd machinaal bewerkt om het schroefdraad in te schakelen. De lanceerbuis was gemaakt van zacht ongelegeerd staal, omdat hij zijn schroefdraad niet hoefde te behouden bij herhaald schieten. De schaal gebruikte een eenvoudig type zekering in plaats van de complexere en duurdere AZ 39 Safety Fuse. Het is waarschijnlijk voorgemonteerd verzonden en klaar om te installeren.